# Municipio de Fremont (condado de Fayette)
El municipio de Fremont (en inglés: Fremont Township) es un municipio ubicado en el condado de Fayette en el estado estadounidense de Iowa. En el año 2010 tenía una población de 560 habitantes y una densidad poblacional de 5,84 personas por km².

## Geografía
El municipio de Fremont se encuentra ubicado en las coordenadas 42°46′26″N 92°1′20″O / 42.77389, -92.02222. Según la Oficina del Censo de los Estados Unidos, el municipio tiene una superficie total de 95.94 km², de la cual 95,94 km² corresponden a tierra firme y (0 %) 0 km² es agua.

## Demografía
Según el censo de 2010, había 560 personas residiendo en el municipio de Fremont. La densidad de población era de 5,84 hab./km². De los 560 habitantes, el municipio de Fremont estaba compuesto por el 98,39 % blancos, el 0,36 % eran afroamericanos, el 0,36 % eran de otras razas y el 0,89 % eran de una mezcla de razas. Del total de la población el 0,71 % eran hispanos o latinos de cualquier raza.